# Claude-Madeleine de La Myre-Mory
Claude-Madeleine de La Myre-Mory (Paris le 17 août 1755 mort le 8 septembre 1829 à Congis-sur-Thérouanne), est un ecclésiastique français qui fut évêque désigné de Troyes puis évêque du Mans.

## Biographie
Claude-Madeleine de La Myre-Mory nait à Paris, il est le fils de François-Jean de La Myre, comte de Mory d'Honneinghem, et de Marie-Anne-Thérèse de Chamborant de la Clavière. Destiné à l'église il commence une carrière d'ecclésiastique d'ancien régime. Après son ordination il devient en 1784 abbé commendataire de l'abbaye de Preuilly en Touraine. Il participe à l'Assemblée du clergé de 1785 et l'année suivante il reçoit le prieuré Sainte-Marie-Madeleine d'Oizé dans le diocèse du Mans. Il émigre pendant la Révolution en Allemagne et ne rentre  en France qu'après le Concordat de 1801. Il est nommé par le nouveau pouvoir chanoine titulaire de Notre-Dame de Paris. Il est ensuite vicaire général du diocèse de Carcassonne, du diocèse de Bourges, puis à Paris. Après la signature du concordat de 1817 il est désigné comme évêque de Troyes et confirmé le 1er octobre 1817,  toutefois le concordat n'est pas validé par les chambres et il ne peut occuper le poste dont le titulaire n'est pas transféré. Il est nommé évêque du Mans en 1819 et occupe le siège épiscopal jusqu'à sa démission pour raison de santé en août 1829. Il obtient un canonicat à Saint-Denis mais il meurt quelques jours plus tard d'apoplexie au château du Gué-à-Tresmes, à Congis-sur-Thérouanne dans sa famille.